# Áo anh sứt chỉ đường tà
"Áo anh sứt chỉ đường tà" là một sáng tác của nhạc sĩ Phạm Duy được phổ nhạc từ bài thơ "Màu tím hoa sim" của thi sĩ Hữu Loan. Bài hát được Phạm Duy phổ nhạc từ năm 1949, nhưng mãi đến năm 1971 mới hoàn thành và được xem là bản phổ nhạc nổi tiếng theo sát nguyên tác của bài thơ.

## Xuất xứ
Bài hát "Áo anh sứt chỉ đường tà" được nhạc sĩ Phạm Duy phổ nhạc từ bài thơ "Màu tím hoa sim" của thi sĩ Hữu Loan ngay khi bài thơ được sáng tác vào năm 1949 nhưng đến năm 1971 mới hoàn thành nhạc phẩm này. Trong tất cả các bài hát phổ nhạc từ bài thơ "Màu tím hoa sim" thì bài "Áo anh sứt chỉ đường tà" của Phạm Duy được xem là theo sát nguyên tác của bài thơ này nhất.

## Ca sĩ thể hiện
"Áo anh sứt chỉ đường tà" được thu âm lần đầu tiên bởi danh ca Thái Thanh trong băng nhạc Shotguns 25 của nhạc sĩ Ngọc Chánh, sau đó được Elvis Phương thể hiện trong băng Shotguns 26. Năm 1993, Elvis Phương thể hiện bài hát này trong chương trình Paris By Night 19 của Trung tâm Thúy Nga, đây được xem là bản thu âm hay nhất của bài hát với phần hòa âm của nghệ sĩ Chí Tài. Bài hát cũng được một số ca sĩ thể hiện như: Duy Quang, Đức Tuấn, Trần Thái Hòa, Cẩm Vân, Ý Lan.

## Nhận xét
Ca sĩ Cẩm Vân cho biết bà rất thích bài "Áo anh sứt chỉ đường tà" của nhạc sĩ Phạm Duy và cảm phục sự tinh tế, dồn mọi cảm xúc vào bài hát. Nhị Độ của báo Công an nhân dân, nhận xét bài "Áo anh sứt chỉ đường tà" của nhạc sĩ Phạm Duy là bản phổ nhạc kỳ công trong suốt 20 năm, gần như giữ được nguyên gốc lời thơ của thi sĩ Hữu Loan và đi vào lòng công chúng. Hiểu Nhân của báo VnExpress, cho rằng bài hát là một khúc ca bi hùng, diễn tả nhiều cung bậc và sắc thái tình cảm.